# フェリーてんりゅう
フェリーてんりゅうは、東九フェリーが運航していたフェリー。後に新日本海フェリーのフェリーすずらん、オリエントフェリーのゆうとぴあ3としても就航した。

## 概要
関光汽船が設立した東九フェリーの航路開設にあたり、僚船のフェリーとねとともに幸陽船渠で建造され、1973年12月に東京～小倉（日明）航路へ就航した。
1975年10月、すずらん丸と交換で、フェリーとねとともに新日本海フェリーに売船され、フェリーすずらんとなる。1984年、フェリーらいらっくの就航により定期航路から引退、予備船となるが、後部デッキへの車両甲板増設などの改造を受けながら、1995年までドック代船や臨時便として運航された。売船待ち時の1995年1月31日から2月28日には阪神・淡路大震災を受けて尼崎港にて芦屋市民向けの支援船として用いられた。
その後、西日本汽船に売却され、神田造船所で改造を受けゆうとぴあ3と改名して下関～青島航路に就航、1997年にオリエントフェリーに移管され2003年まで就航した後、海外売船された。
フィリピンに売却され、カルロス・A・ガーバン・ラインズでManila Bay 1として就航した後、パラオ船籍への転換を経て解体された。

## 船内
ゆうとぴあ3時代
客室
- 貴賓室（洋室2名×2室）
- 特等室（洋室2名×10室）
- 1等室A（洋室2名×1室）
- 1等室B（定員2名 洋室・和室計10室）
- 1等室C（洋室2名×8室）
- 1等室D（定員4名 洋室・和室計8室）
- 2等室A（洋室2段ベッド・49名）
- 2等室B（和室・129名）

公室
- 案内所
- 売店
- レストラン
- 自販機コーナー
- 医務室
- 大浴場
- ミーティングルーム
- サロン
- メインバー
- ゆうとぴあホール

## 事故・インシデント
1976年11月11日夕方、乗客55名、乗用車12台、トラック83台を搭載していた本船は、強風のため舞鶴西港の第1埠頭付近で任意座礁、翌12日に離礁した。